# Castello di Cubbie Roo
Il castello di Cubbie Roo (in inglese Cubbie Roo's Castle) o castello di Cobbie Row (in inglese Cobbie Row's Castle) è un castello fortificato in rovina dell'isola scozzese di Wyre, nell'arcipelago delle Orcadi: costruito probabilente intorno 1145 dai signori norreni dell'isola, è ritenuto il più antico castello in pietra della Scozia.
L'edificio è gestito dallo Historic Environment Scotland.

## Storia
Le prime menzioni scritte del castello si hanno nella Saga degli uomini delle Orcadi (Orkneyinga Saga),dove nel capitolo 84 si parla della sua costruzione. Il castello prende il nome dal suo costruttore, il signore norreno Kolbeinn hrúga (in seguito storpiato in inglese in Cubbie Roo o Cobbie Row), che nel 1145 fece erigere a Wyre una torre circondata da un fossato.
In seguito, sempre nel corso del XII secolo, il figlio di Kolbein, Bjarni, futuro vescovo delle Orcadi, fece erigere all'interno del perimetro del castello una cappella votiva dedicata a Santa Maria.
Il castello avrebbe subito un assedio nel 1231, secondo quanto riportato dalla Hákonar saga Hákonarsonar.
Alla fine del XVIII secolo, la cappella del castello si trovava in uno stato di rovina.Tuttavia, il cimitero circostante continuò ad assolvere alle sue funzioni anche in seguito.
Negli anni trenta del XX secolo, furono effettuati nell'area del castello degli scavi che rivelarono che la struttura conobbe almeno cinque diversi fasi di costruizione.

## Architettura
Il castello occupa un'area di circa 2,5 kmq ed è costituito da torre rettangolare. Le mura hanno un'altezza di circa 2,5 metri.